# Von Leuchtenberg (1817)

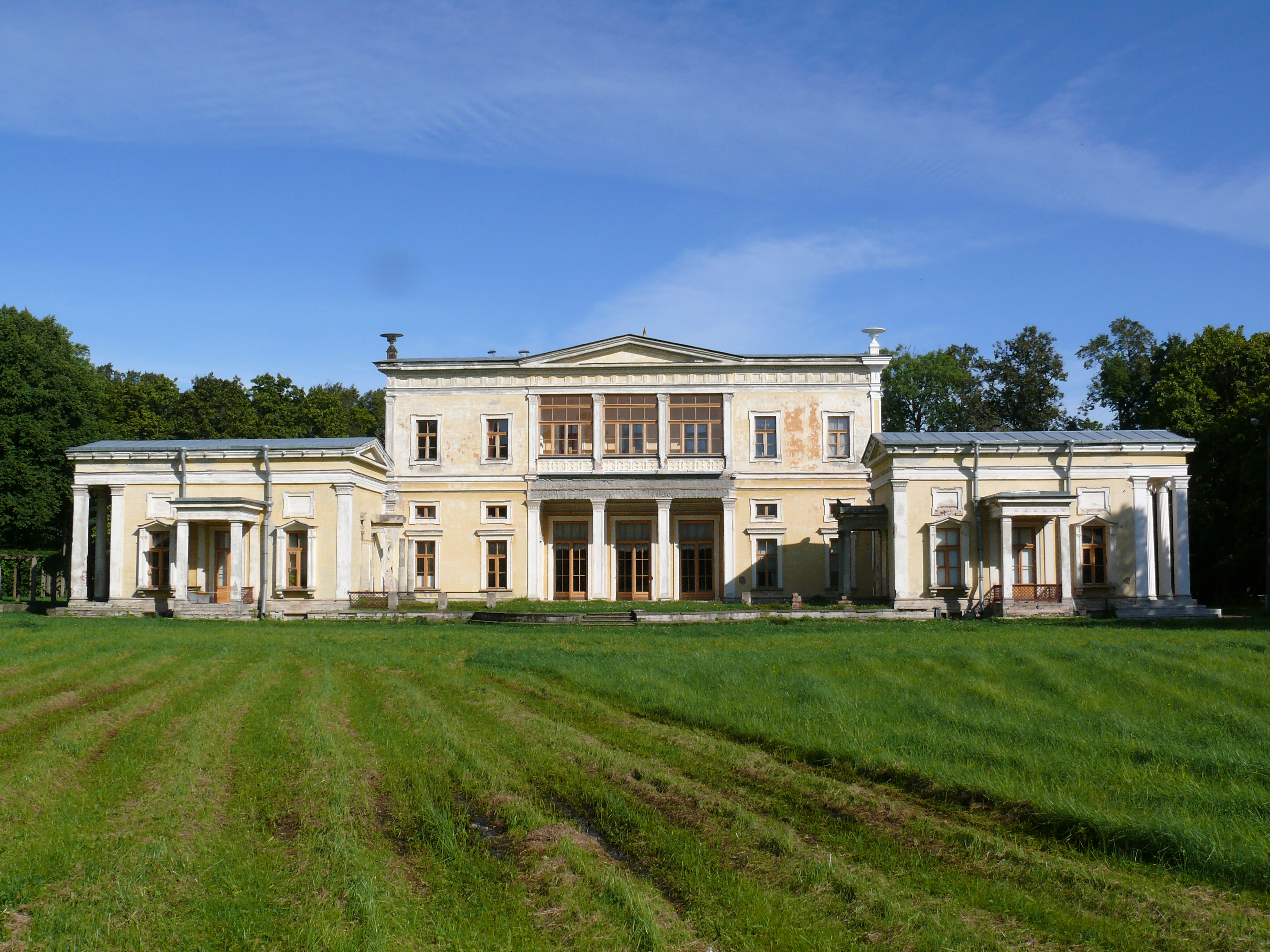
Zomerpaleis Leuchtenburg in het Russische Peterhof, gebouwd in 1839-1842 voor de 3e hertog en zijn echtgenote

Von Leuchtenberg is een sinds 1817 Beiers hertogelijk geslacht.

## Geschiedenis
Eugène burggraaf de Beauharnais (1781-1824) trouwde in 1806 met Augusta prinses van Beieren (1788-1851), dochter van Maximiliaan koning van Beieren (1756-1825). De laatste verhief zijn schoonzoon in 1817 tot hertog van Leuchtenburg en vorst van Eichstätt, beide titels overgaande bij eerstgeboorte. De Beauharnais kreeg bovendien het persoonlijke predicaat Koninklijke Hoogheid, de overige leden van dit nieuw gecreëerde Beiers adelsgeslacht voerden de titel prins(es) von Leuchtenberg met het predicaat Doorluchtigheid. Na het morganatische huwelijk van de 4e hertog van Leuchtenberg, gingen de eerstgeboortetitels over naar diens broer.
De 4e hertog kreeg twee kinderen die in 1890 de Russische erfelijke titel van hertog(in) op allen verkregen en stamvaders werden van het Russische hertogelijke geslacht Von Leuchtenberg (1890).
De hoofden van het geslacht Leuchtenberg gelden in Frankrijk tevens als hoofden van het huis Beauharnais; vanaf 1852 was dat de 4e hertog van Leuchtenberg en nadien diens nageslacht.
De Beierse hertogelijke titel verviel na het overlijden van de 8e hertog in 1974.

## Hertogen van Leuchtenberg
Eugène burggraaf de Beauharnais, 1e hertog van Leuchtenberg (1781-1824), vicekoning van Italië
- Auguste 2e hertog van Leuchtenberg (1810-1835), prins van Portugal; trouwde in 1835 met Maria II koningin van Portugal (1819-1853)
- Maximilian 3e hertog van Leuchtenberg (1817-1852); trouwde in 1839 met Maria grootvorstin van Rusland (1819-1876)
  - Nikolai 4e hertog van Leuchtenberg, vorst Romanowsky (1843-1891); trouwde morganatisch in 1879 met Nadeshda Sergejewna Annenkow (1839-1891), verheven in 1879 bij oekaze tot gravin de Beauharnais
  - Eugen 5e hertog van Leuchtenberg, vorst Romanowsky (1847-1901), Russisch generaal
  - Georg 6e hertog van Leuchtenberg, vorst Romanowsky (1852-1912), Russisch generaal; trouwde in 1879 met Therese hertogin van Oldenburg (1852-1883); trouwde in 1889 met Anastasia prinses van Montenegro (1867-1935)
    - Alexander 7e hertog van Leuchtenberg, vorst Romanowsky (1881-1942), officier bij de Russische huzaren
    - Sergei 8e hertog van Leuchtenberg, vorst Romanowsky (1890-1974), keizerlijk Russisch kapitein-luitenant en vleugeladjudant

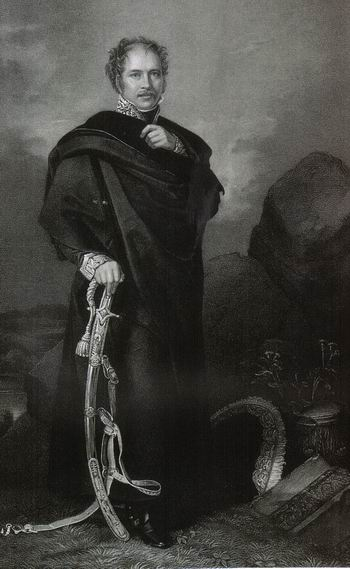
Eugène 1e hertog van Leuchtenberg (1781-1824)
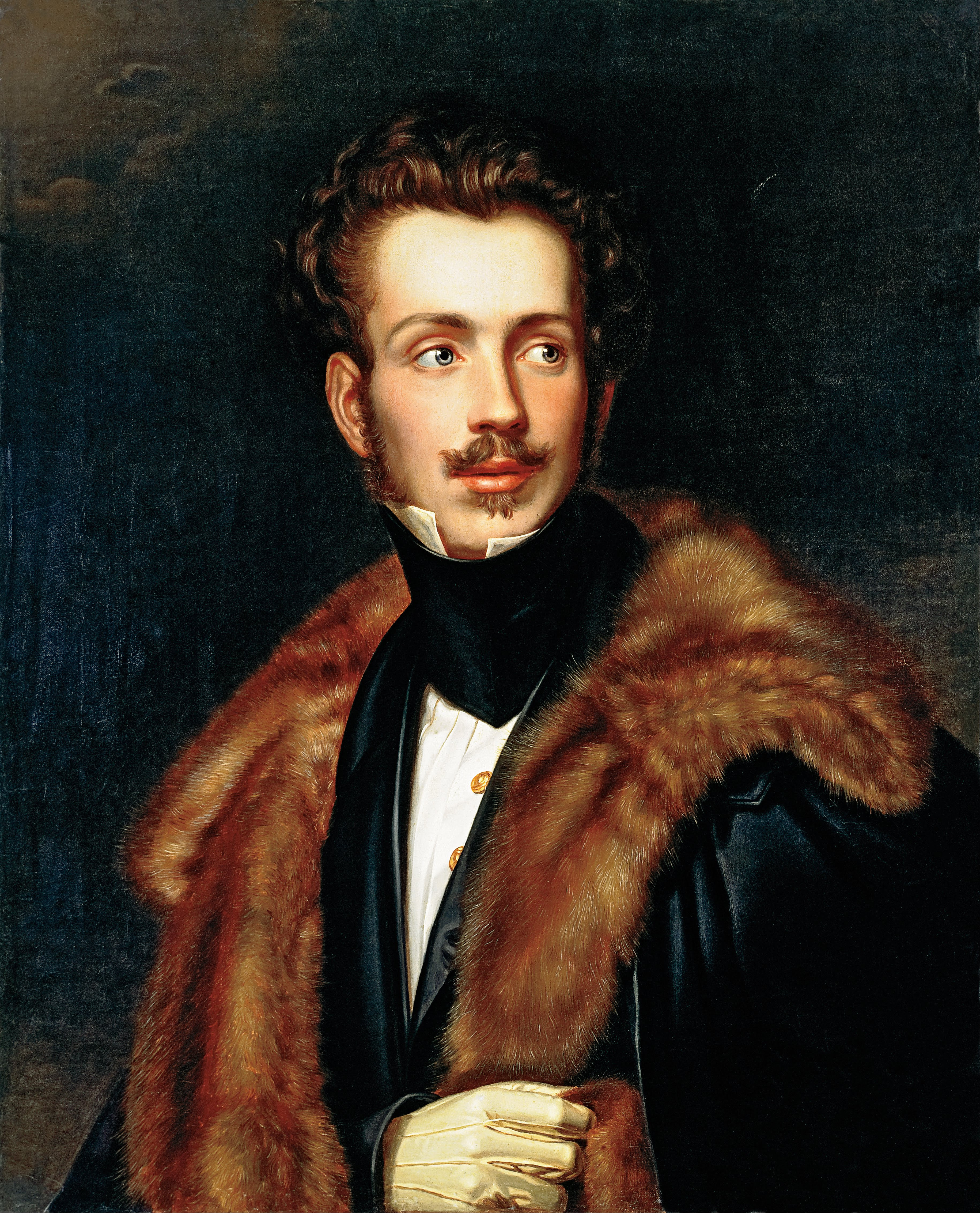
Auguste 2e hertog van Leuchtenberg (1810-1835
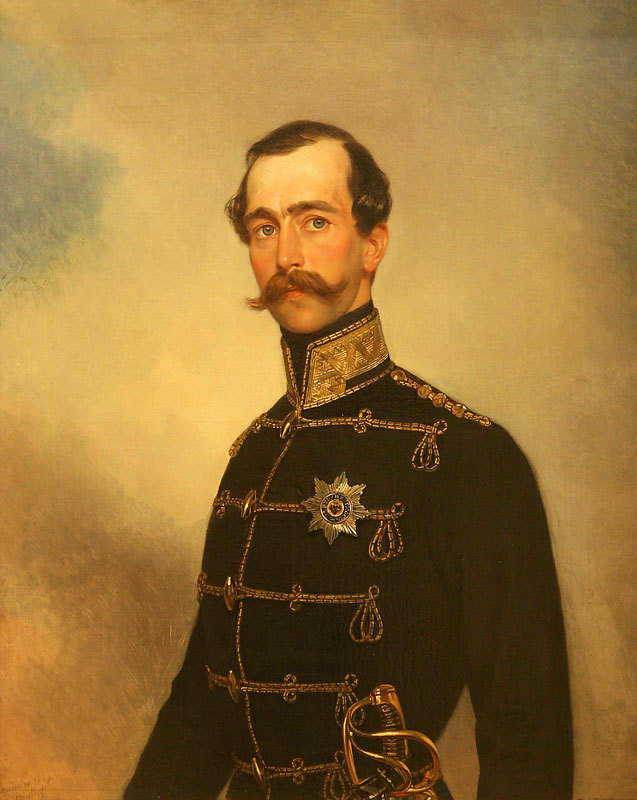
Maximilian 3e hertog van Leuchtenberg (1817-1852
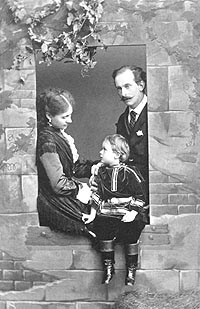
Nikolai 4e hertog van Leuchtenberg (1843-1891) met zijn echtgenote en hun oudste zoon (ca.. 1872)
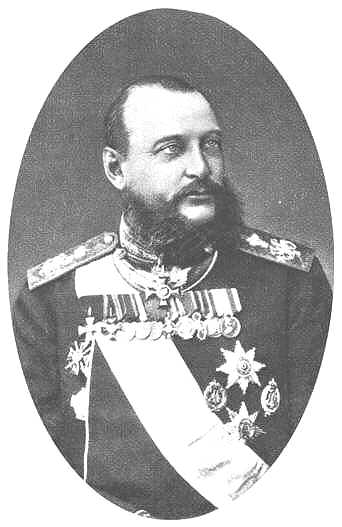
Eugen 5e hertog van Leuchtenberg (1847-1901)
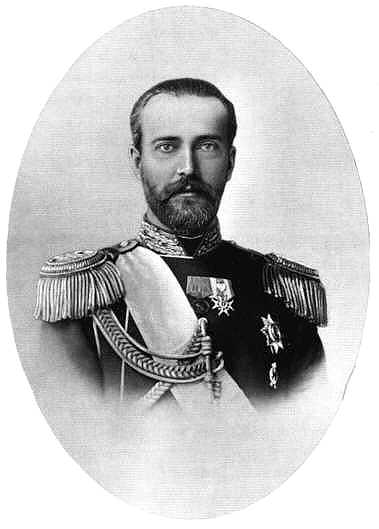
Georg 6e hertog van Leuchtenberg (1852-1912)
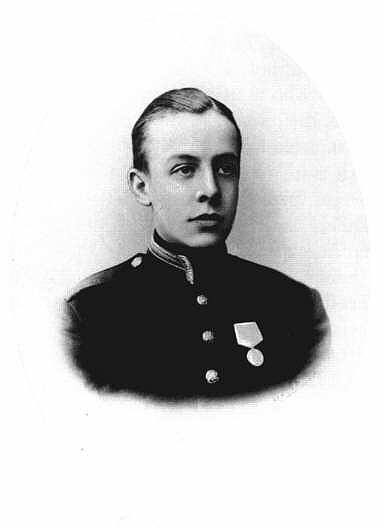
Alexander 7e hertog van Leuchtenberg (1881-1942)
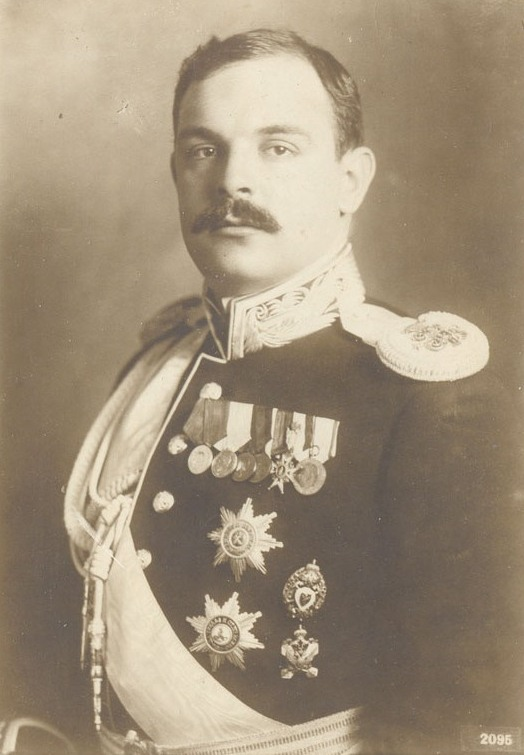
Sergei 8e hertog van Leuchtenberg (1890-1974)